# 24. август
24. август (24.08) је 236. дан у години по грегоријанском календару (237. у преступној години) До краја године има још 129 дана.

## Догађаји
- 49. п. н. е. — Оптиматске снаге предвођене Публијем Ацијем Варом и нумидијским краљем Јубом су нанеле тежак пораз легијама одане Јулију Цезару предвођене Гајом Скрибонијем Курионом у бици на Баграду.
- 79 — У ерупцији вулкана Везув нестали су римски градови Помпеја, Херкуланеум и Стабија, а хиљаде људи је погинуло.
- 410 — Визиготски краљ Аларих I ушао је у Рим и након три дана пљачке наставио ка јужној Италији са намером да пређе у Африку, али је на том путу умро.
- 1572 — У ноћи празника Светог Вартоломеја у Паризу је отпочео масакр хугенота (француски протестанти), у којем је до септембра побијено око 70.000 људи широм Француске.
- 1814 — Британци су у другом англо-америчком рату заузели Вашингтон, спалили и разорили град.
- 1821 — Потписан је Кордопски споразум, чиме је ратификован план из Игуале и окончан Мексички рат за независност.
- 1893 — Пожар у јужном делу Чикага оставио је без домова 5.000 људи.
- 1914 — Завршена је Церска битка у којој је српска војска под командом Степе Степановића потукла аустроугарску и однела прву савезничку победу у Првом светском рату.
- 1922 — Арапске земље су на састанку у Наблусу одбациле одлуку Лиге народа да Великој Британији повери мандат за Палестину.
- 1954 — Председник САД Двајт Ајзенхауер потписао је акт о стављању ван закона америчке Комунистичке партије.
- 1968 — Француска је извела прву пробу хидрогенске бомбе у јужном Пацифику и постала пета нуклеарна сила у свету.
- 1975 — Смртна пресуда шефу грчке војне хунте Јоргосу Пападопулосу и још двојици вођа војног удара 1967. замењена је доживотном робијом.
- 1976 — Двојица совјетских космонаута су се спустила на Земљу после 48 дана проведених у њеној орбити, током којих су у специјалној космичкој лабораторији извели низ опита.
- 1989 — Премијер Пољске постао је Тадеуш Мазовјецки, први некомунистички премијер у земљама совјетског блока од 1940.
- 1991 — Председник СССР Михаил Сергејевич Горбачов дао је оставку на место шефа Комунистичке партије и затражио да Централни комитет донесе одлуку о распуштању партије основане пре 93 године, која је у том тренутку имала 16 милиона чланова.
- 1991 — Парламент Украјине прогласио је независност од СССР.
- 1994 — Израел и Палестинска ослободилачка организација су постигли споразум да Палестинци на окупираној Западној обали добију аутономију у областима образовања, здравства, пореске политике, социјалне заштите и туризма.
- 1998 — Хиљаде анголских војника ушло је у Конго да помогне трупама председника Лорана Кабиле у борби против побуњеника предвођених припадницима племена Тутси.
- 2006 — Међународна астрономска унија је редефинисала појам планета и рекласификовала Плутон као патуљасту планету пошто он није „очистио простор” око своје орбите.
- 2016 — Турска започела војну интервенцију у Сирији.

## Рођења
- 1885 — Миодраг Ибровац, српски историчар књижевности, романист, академик и професор. (прем. 1973)[1]
- 1899 — Хорхе Луис Борхес, аргентински писац, есејиста, песник и преводилац. (прем. 1986)[2]
- 1899 — Алберт Клод, белгијски лекар и цитолог, добитник Нобелове награде за физиологију или медицину (1974). (прем. 1983)
- 1902 — Фернан Бродел, француски историчар. (прем. 1985)
- 1923 — Радојка Живковић, српска хармоникашица и композиторка. (прем. 2002)
- 1929 — Јасер Арафат, суоснивач и председник Палестинске ослободилачке организације (1969—2004), председник Палестинске Народне Самоуправе (1994—2004), добитник Нобелове награде за мир (1994). (прем. 2004)
- 1941 — Паола Питагора, италијанска глумица.
- 1945 — Кен Хенсли, енглески музичар и музички продуцент. (прем. 2020)[3]
- 1946 — Горан Марковић, српски редитељ, сценариста и продуцент.
- 1947 — Ен Арчер, америчка глумица.
- 1947 — Пауло Коељо, бразилски писац.[4]
- 1947 — Рогер де Фламинк, белгијски бициклиста.
- 1948 — Жан Мишел Жар, француски композитор и извођач електронске музике.
- 1948 — Александар Мекол Смит, енглеско-зимбабвеански писац.
- 1956 — Кевин Дан, амерички глумац.
- 1958 — Стив Гутенберг, амерички глумац.
- 1961 — Џаред Харис, енглески глумац.
- 1962 — Славко Радовановић, српски фудбалер.
- 1964 — Ерик Бернар, француски аутомобилиста, возач Формуле 1.
- 1964 — Љиљана Николовска, хрватска певачица.
- 1965 — Марли Матлин, америчка глумица, списатељица и активисткиња.
- 1965 — Реџи Милер, амерички кошаркаш.
- 1972 — Срдан Голубовић, српски редитељ, сценариста и продуцент.
- 1974 — Џенифер Лин, америчка глумица.[5]
- 1976 — Алекс О’Локлин, аустралијски глумац, редитељ, продуцент и сценариста.[6]
- 1977 — Џон Грин, амерички писац, влогер и продуцент.
- 1977 — Денилсон, бразилски фудбалер.
- 1977 — Роберт Енке, немачки фудбалски голман. (прем. 2009)
- 1979 — Мајкл Ред, амерички кошаркаш.
- 1981 — Чед Мајкл Мари, амерички глумац и модел.
- 1982 — Жозе Босингва, португалски фудбалер.
- 1984 — Чарли Вилануева, доминиканско-амерички кошаркаш.
- 1986 — Марко Аврамовић, српски ватерполиста.
- 1988 — Руперт Гринт, енглески глумац и продуцент.
- 1988 — Маја Јошида, јапански фудбалер.
- 1992 — Александар Арсенијевић, српски политичар
- 1994 — Огаст Ејмс, канадска порнографска глумица. († 2017)
- 1994 — Тајлер Енис, канадски кошаркаш.
- 1997 — Алан Вокер, норвешки ди-џеј и музички продуцент.

## Смрти
- 1936 — Лав Борисович Розенфелд (Камењев), руски револуционар. (рођ. 1883)
- 1954 — Жетулио Варгас, председник Бразила. (рођ. 1882)
- 2018 — Иван Штраус, босанскохерцеговачки архитекта. (рођ. 1928)